# Нуршарі
Нурша́рі (рос. Нуршари, марій. Нурмучаш Шайра) — присілок у складі Волзького району Марій Ел, Росія. Входить до складу Сотнурського сільського поселення.

## Населення
Населення — 436 осіб (2010; 420 у 2002).
Національний склад (станом на 2002 рік):
- марі — 100 %